# Lawrence Hill
Lawrence Hill (Newmarket, Ontario, 1957) es un novelista y ensayista canadiense. Es reconocido por sus lecturas de 2013 Blood: The Stuff of Life, por su novela de 2007 The Book of Negroes y por su memoria de 2001 Black Berry, Sweet Juice: On Being Black and White in Canada.
Hill nació en Newmarket, Ontario, hijo de inmigrantes estadounidenses;– un padre negro y una madre blanca;– que se mudaron a Toronto desde Washington D. C. en 1953. Hill se desempeñó como presidente del jurado para la entrega del premio Scotiabank Giller de 2016.

## Obras

### Ficción
- Some Great Thing (1992)
- Any Known Blood (1999)
- The Book of Negroes (2007)
- The Illegal (2015)

### No ficción
- Trials and Triumphs: The Story of African-Canadians (1993)
- Women of Vision: The Story of the Canadian Negro Women's Association (1996)
- Black Berry, Sweet Juice: On Being Black and White in Canada (2001)
- The Deserter's Tale: The Story of an Ordinary Soldier Who Walked Away from the War in Iraq (2007)
- Dear Sir, I Intend to Burn Your Book: An Anatomy of a Book Burning (2013)
- Blood: The Stuff of Life (2013)